# Campagne d'Édouard Bruce en Irlande
Batailles
- Moiry Pass
- Connor
- Kells
- Skerries
- Athenry
- Lough Raska
- Dysert O'Dea
- Faughart

La campagne d'Édouard Bruce en Irlande prend place dans le cadre des guerres d'indépendance de l'Écosse. Édouard Bruce, frère du roi d'Écosse Robert Ier, débarque en Irlande en mai 1315 en vue d'y ouvrir un second front contre les Anglais. Il parvient à relever le titre de Haut-Roi d'Irlande au printemps 1316.
La campagne, qui coïncide avec la grande famine de 1315-1317, se termine en désastre pour les Écossais malgré l'intervention de Robert Bruce lui-même entre janvier et mai 1317. Édouard peu soutenu par les irlandais et dont les troupes de « Gallowglasses » menées par ses deux alliés Ruaidhrí Mac Ruaidhrí, du Clan MacRuari, roi des Insi-Gall (Hébrides), et Aonghas Óg « Mac Domnail », roi d’Argyll ravagent le pays  est
vaincu et tué à la bataille de Faughart, en octobre 1318.